# سامسونج جالكسي جي 1 ميني
سامسونغ غالكسي جي 1 ميني (samsung galaxi g1 mini)
هو هاتف من هواتف شركة سامسونغ أصدر في الاسواق بتاريخ 2/2/2016 بنظام تشغيل اندرويد ويعد سعره 800 درهم مغربي.
المميزات
يتمتع هدا الهاتف بكمرتين الأمامية VGA وكمرته الخلفية 5MB
كما يتمتع بنضام تشغيل اندرويد 6.1.1
المعالج: معالج متعدد اللب ARM 1.2 GHz
الرام: م
1 جيغابايت
الذاكرة: 8 جيغابايت بحيث أنه من بين الهواتف المتميزة من حيث التخزين و نالظام الخاص به وهذا الهاتف يواجه مشاكل من حيث البطارية حيث أنه لا يشحن بسرعة بل إنه يحتاج لأربعة ساعات كاملة ليشحن بكامله ولكن هناك بعض التطبيقات في المتجر يمكن أن تقوم بتسريع شحنه.
1. ↑  الوصول: 27 يونيو 2018. وصلة مرجع: https://www.priceza.co.id/p/harga/samsung-galaxy-j1-mini/40053800.